# Dugit

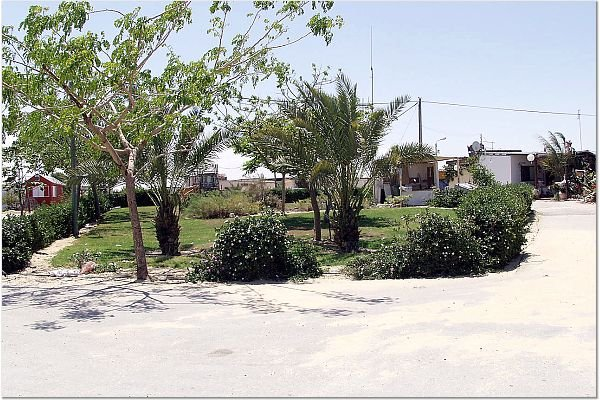
Dugit (2006)

Dugit (hebräisch דּוּגִית) „Kanu“ war eine von drei israelischen Siedlungen am Nordrand des Gazastreifens. Sie bildete mit den Siedlungen Elei Sinai und Nisanit ein geschlossenes Gebiet israelischer Siedlungen und grenzte im Nordwesten ans Mittelmeer. Im Süden grenzten die Siedlungen an die palästinensische Stadt Atrata.

## Geschichte
Der Gazastreifen wurde durch Israel im Sechstagekrieg 1967 militärisch besetzt. Dugit wurde im Jahr 1990 durch eine Gruppe jüdischer Siedler gegründet, die aus Jamit im Nordosten der Sinai-Halbinsel stammten. Jamit war geräumt worden, als der Sinai 1982 entsprechend dem Israelisch-Ägyptischen Friedensvertrag von 1979 an Ägypten zurückgegeben wurde.
Zwischen 2001 und 2004 wurden mehrere Attentate durch militante Palästinenser verübt.
Bei einem Anschlag zweier schwer bewaffneter Terroristen der radikal-islamischen Hamas am 2. Oktober 2001 wurden zwei junge Israelis erschossen und weitere 15 zum Teil schwer verletzten. Die Täter benutzten Schusswaffen und warfen auch mehrere Handgranaten. Am 2. Dezember 2001 wurde ein Israeli erschossen und vier weitere zum Teil schwer verletzt.
Im Jahre 2004 gab die israelische Regierung bekannt, dass im Zuge des einseitigen Abkopplungsplans Israels alle israelischen Siedlungen im Gazastreifen, unter anderem Dugit, aufgelöst werden. Mit der Umsetzung des Plans wurde am 15. August 2005 begonnen.
Eine Gruppe der israelischen Siedler erklärte, sie wäre bereit, palästinensische Bürger zu werden, um in Dugit bleiben zu können. Diese Idee wurde jedoch durch die palästinensische und die israelische Regierung gleichermaßen abgelehnt.
Im Zuge der Räumung des Gazastreifens wurde die Siedlung Dugit schließlich am 21. August 2005 aufgegeben, später durch die Israelischen Streitkräfte zerstört und am 12. September 2005 den Palästinensern übergeben.
Von dort evakuierte Einwohner gründeten in der Nähe von Askalon die Kibbuzim Karmia und Or HaNer. Eine der Gruppen bat darum, eine Gemeinde im Zentrum des Landes gründen zu können. Die Regierung stimmte 2006 zu, die Gruppe im Kibbuz Palmachim aufzunehmen.